# Théodore Deck
Pour les articles homonymes, voir Deck.
Cet article concerne le céramiste Théodore Deck. Pour le musée, voir Musée Théodore Deck.
 (juillet 2014).
Si vous disposez d'ouvrages ou d'articles de référence ou si vous connaissez des sites web de qualité traitant du thème abordé ici, merci de compléter l'article en donnant les références utiles à sa vérifiabilité et en les liant à la section « Notes et références ».
Théodore Deck, né le 2 janvier 1823 à Guebwiller et mort le 15 mai 1891 à Sèvres, est un céramiste français.

## Biographie

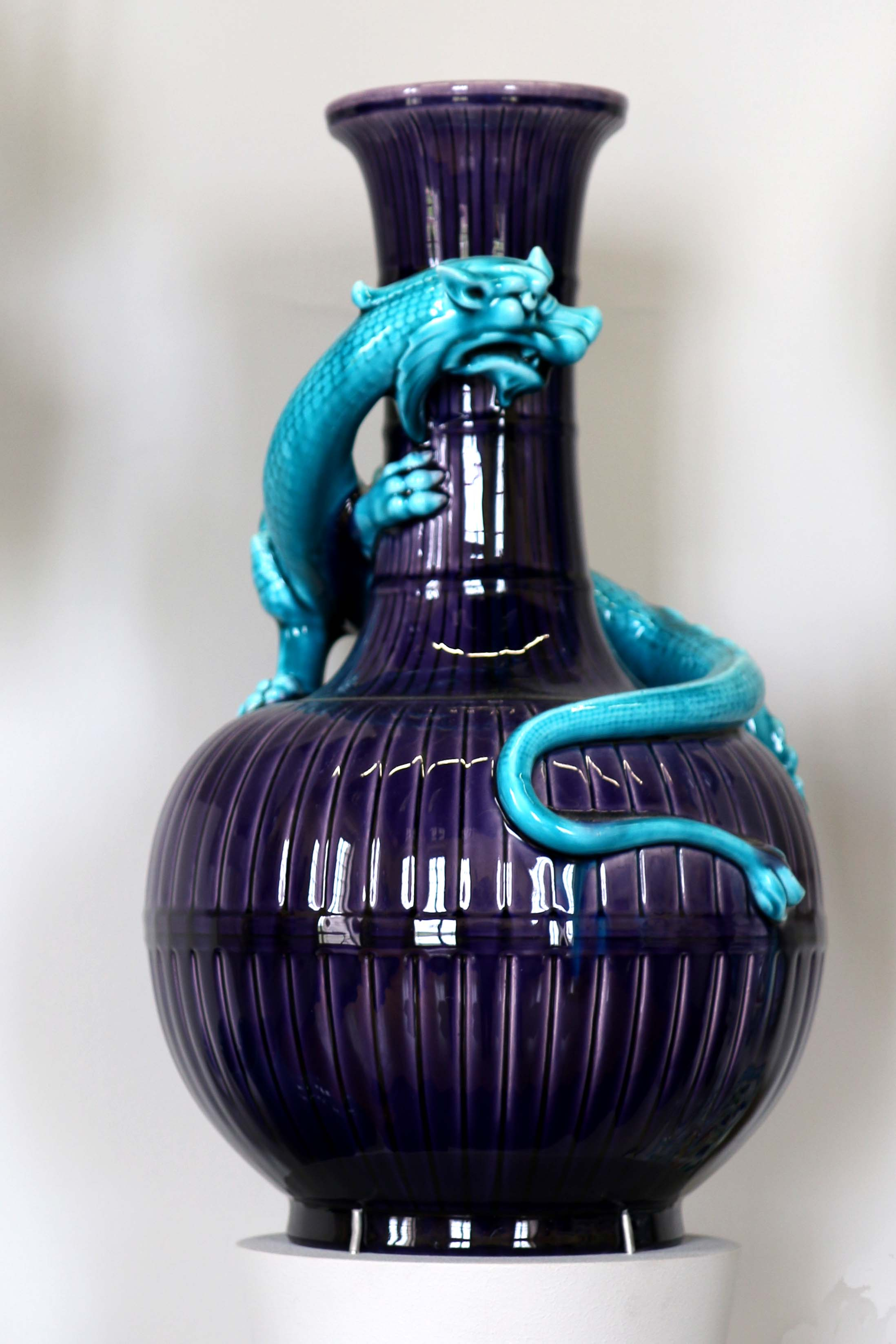
Vase, Marseille, musée des Arts décoratifs, de la Faïence et de la Mode.

### De l'Alsace à Paris
Né à Guebwiller, dans le département du Haut-Rhin, fils de Richard Deck, teinturier en soie, et de Marguerite Hach, Joseph Théodore Deck se passionne pour la chimie et les sciences physiques. À sa sortie de l'école primaire, il reste trois ans au collège de Lachapelle-sous-Rougemont, près de Belfort. La mort de son père en 1840 l'oblige à revenir dans sa ville natale et à reprendre l'affaire familiale, aidé de son frère aîné. Cette reprise est un échec, la maison et l'entreprise sont vendues.
Selon certains biographes, sa vocation de céramiste se révèle au cours d'un voyage en Suisse, alors qu'il est encore au collège. Fasciné par une statue en terre cuite peinte, il demanda : « Qui a fait cela ? » ; on lui répondit : « Un potier ». En 1841, il entre comme apprenti chez le maître poêlier Hügelin père, à Strasbourg. En deux ans, il prend connaissance des méthodes héritées du XVIe siècle, comme l'incrustation de pâtes colorées à la manière de Saint-Porchaire. Cet apprentissage ne l'empêche pas d'occuper son temps libre à dessiner ou à modeler la glaise dans l'atelier du sculpteur André Friederich.
Échappant au service militaire, il effectue un tour d'Allemagne comme il est de tradition chez les compagnons poêliers-faïenciers alsaciens. Son voyage d'étude le mène au grand-duché de Bade, dans le royaume de Wurtemberg, en royaume de Bavière et à Graz (actuel sud de l'Autriche). La qualité de son travail lui permet d'obtenir d'importantes commandes en Autriche pour les châteaux des provinces et les palais impériaux, notamment pour le palais de Schönbrunn. Il poursuit sa route en Hongrie à Pest, à Prague, puis, remontant vers le nord par Dresde, Leipzig, Berlin et Hambourg.
Fort de son apprentissage, il arrive à Paris en décembre 1847. Recommandé par Hügelin, il se présente à la fabrique de poêles du potier bavarois Vogt, située rue de la Roquette. La révolution de 1848 interrompt la production et Deck décide de retourner dans sa ville natale. Sa famille lui conseille alors de monter un petit atelier de terres cuites : il y réalise quelques bustes, des statuettes, des vases, des lampes et des copies d'antiques célèbres dont on peut voir quelques exemplaires à Guebwiller, au musée Théodore-Deck.
Conscient que cette situation ne lui permettra pas de subvenir correctement à ses besoins, il revient à Paris en décembre 1851 où il est employé par la veuve Dumas, fille du faïencier Vogt pour lequel il avait travaillé. Embauché comme contremaître, il fournit les dessins et modèles aux ouvriers, tout en travaillant lui-même la terre. La fabrique remporte une première médaille à l'Exposition universelle de 1855. L'année suivante, il prend la décision de s'établir non loin de son ancien employeur au 20 rue de la Fontaine-au-Roi, utilisant probablement ses fours. Son frère, Xavier Deck, tout juste sorti du service militaire, le rejoint.

### La fabrique Deck (1858-1905)
C'est officiellement en 1858 que les frères Deck créent leur entreprise. Ils s'installent à Paris au 46 boulevard Saint-Jacques un an plus tard. Dans un premier temps, les frères ne réalisent que des revêtements de poêles. Mais l'affaire marche si bien qu'à peine un an après leur installation ils souhaitent diversifier leur production et se lancer dans la céramique pour le revêtement des bâtiments ainsi que dans les pièces de forme. En 1869, ils ouvrent un magasin de vente rue Halévy dans le quartier parisien de l'Opéra, dont la direction est assurée par leur sœur.
Deck s'intéresse à la politique. En 1870, il opte pour la nationalité française. Sympathisant du Parti radical, il est élu adjoint au maire dans le XVe arrondissement de Paris.

## Les expositions

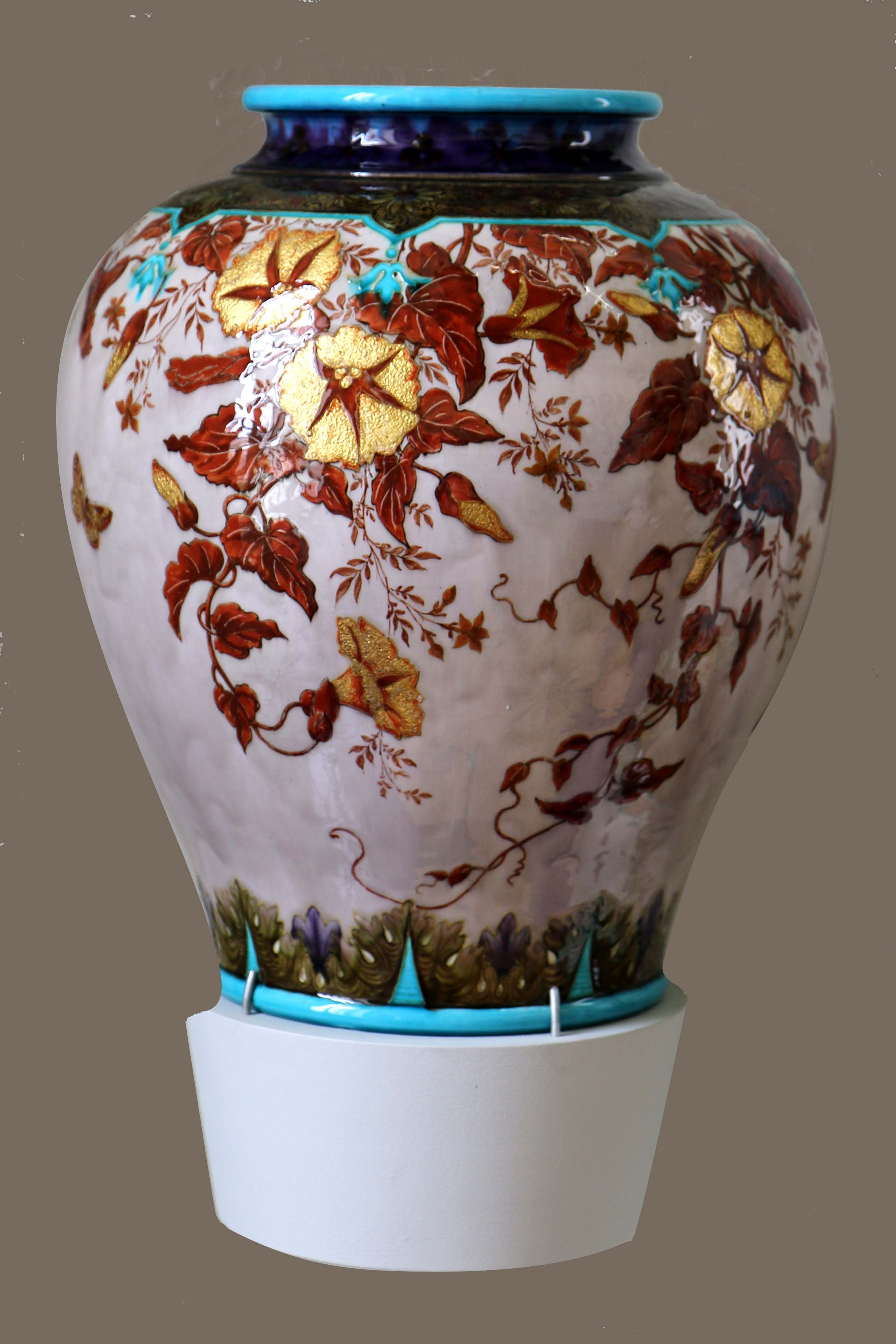
Vase balustre, Marseille, musée des Arts décoratifs, de la Faïence et de la Mode.

En 1861, au Salon des arts et industries de Paris qui se tient sur les Champs-Élysées, Théodore Deck expose pour la première fois ses réalisations : il s'agit de pièces à décor d'incrustation dit « Henri II » et d'autres pièces recouvertes d'un émail bleu turquoise ou d'un décor dans le style des céramiques d'Iznik. S'il remporte une médaille d'argent, les critiques sont toutefois mitigées. L'année suivante, à l'occasion de l'Exposition universelle de 1862 à Londres, il conquiert la clientèle anglaise. Il surprend en présentant comme l'année précédente son Vase de l'Alhambra de dimensions exceptionnelles (1,36 m de hauteur et 2,25 m de circonférence). Le vase, réalisé à partir d'une photographie et de calques relevés par Jean Charles Davillier, est acheté par le South Kensington Museum de Londres quelques années plus tard. À cette même exposition, on remarque toutefois les nombreuses craquelures de sa glaçure et sa mauvaise adhérence à la pâte.
À l'Exposition des arts industriels de 1864, Deck parvient à présenter des pièces recouvertes d'émaux transparents non craquelés. Il explique la fabrication et les qualités de ces émaux transparents dans son traité La Faïence publié en 1887. Un an après, il réalise les premiers essais de reliefs sous émaux transparents. Il n'abandonne jamais cette technique qui est d'ailleurs reprise par nombre de grandes manufactures. En s'inspirant jusqu'au pastiche de la céramique islamique, égyptienne, chinoise, japonaise ou des majoliques, il fait évoluer des personnages, oiseaux, fleurs, ornements en tous genres sous une glaçure turquoise, verte, jaune ou manganèse. C'est surtout un bleu caractéristique que le public retient de cette technique : une nuance turquoise éclatante qu'il adopte aussitôt sous le nom de « bleu de Deck » ou « bleu Deck ».
Théodore Deck enchaîne les innovations. À l'occasion de l'Exposition universelle de 1867, la fabrique reçoit une médaille d'argent grâce, entre autres, aux reflets métalliques qu'il obtient sur certaines pièces. Si ces expositions deviennent le moteur de ces avancées techniques, elles n'en représentent pas moins de lourdes dépenses. Certains essais sont parfois avortés, ainsi des essais de porcelaine dure à la fin des années 1860.
De la même manière que Léon Parvillée ou qu'Eugène Collinot, Deck joue la carte du monumental. À l'occasion de l'Exposition universelle de 1873 à Vienne, il présente une jardinière spectaculaire de deux mètres de large, adossée à un panneau de près de quatre mètres de haut. L'ensemble, conservé à Genève au musée Ariana, a été réalisé sur les dessins d'Émile-Auguste Reiber.
Théodore Deck est nommé en 1875 à tête de la commission de perfectionnement de la manufacture de Sèvres.

### Collaborations avec les artistes

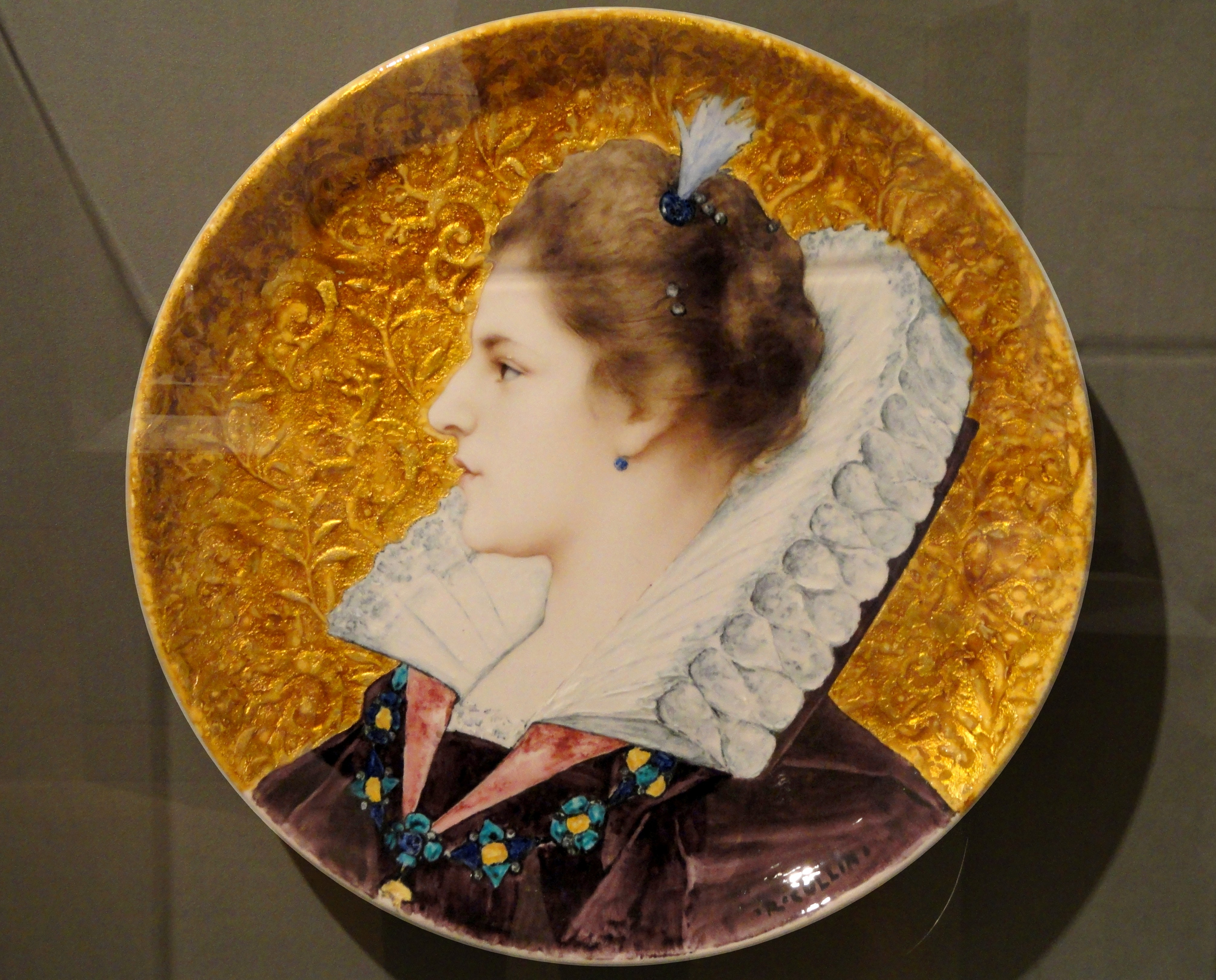
Raphaël Collin et fabrique Deck, Plat (vers 1880), Indianapolis Art Museum.

Dès leur installation, les frères Deck réunissent chez eux leurs amis artistes et mettent en place un principe de collaboration. Suivant ce principe, Deck réalise des plats, des carreaux ou des plaques (très rarement des vases) qu'il donne à peindre à des artistes qui ont pour beaucoup déjà fait leurs preuves au Salon. Les gains de vente sont divisés en deux parts équitables.
Deck forme aussi des apprentis qui font à leur tour école. Le plus célèbre d'entre eux, Edmond Lachenal, poursuit l'œuvre du grand céramiste en développant son art dans l'esprit de l'Art nouveau.
Auteur d'un traité magistral sur la faïence, il devient en 1887 directeur de la manufacture nationale de Sèvres et laisse à son frère Xavier, ainsi qu'à son neveu Richard, la direction de leur entreprise. Il y réalise des porcelaines tendres et en améliorant la technique de fabrication, parvient à leur donner des dimensions grandioses, les recouvrant de ses glaçures céladon et de son bleu turquoise.
Il repose depuis 1891 à Paris, au cimetière du Montparnasse. C'est son ami Auguste Bartholdi qui réalisa son monument funéraire sur lequel est gravé l'épitaphe : « Il arracha le feu au ciel » (Eripuit cœlo lumen).
Les ateliers Deck ferment quelques années après sa mort.
Une importante collection de céramiques de Deck est réunie à Guebwiller, au musée Théodore-Deck.

## Collections publiques
- Guebwiller, musée Théodore-Deck : bustes, statuettes, vases, lampes et copies d'antiques
- Londres, South Kensington Museum : vase de l'Alhambra
- Genève, musée Ariana : jardinière monumentale
- Indianapolis Art Museum : plat (vers 1880), peint par Raphaël Collin

Œuvres de Théodore Deck
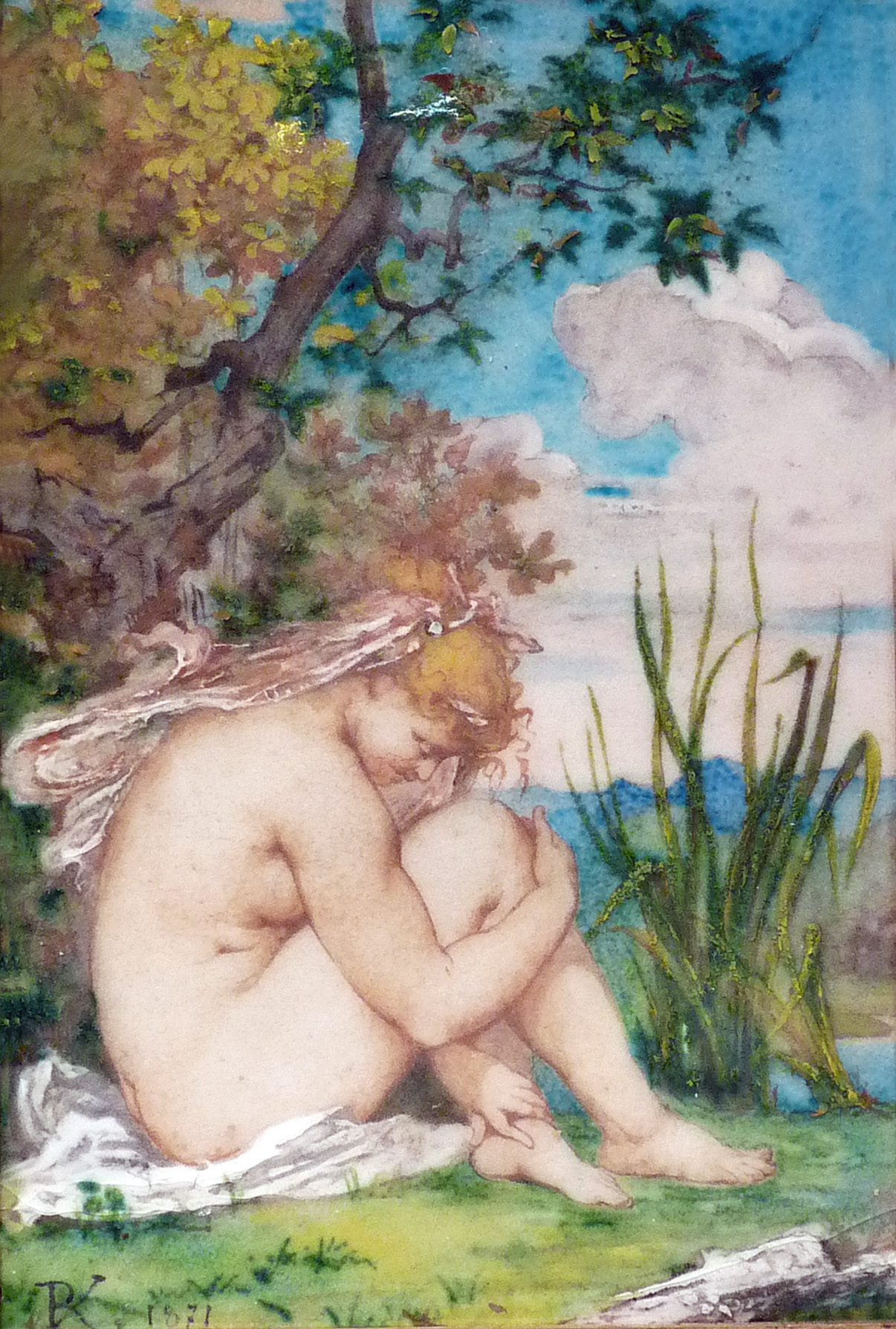
Naïade au repos (1871), peint par Joseph Ranvier. Colmar, musée Unterlinden.
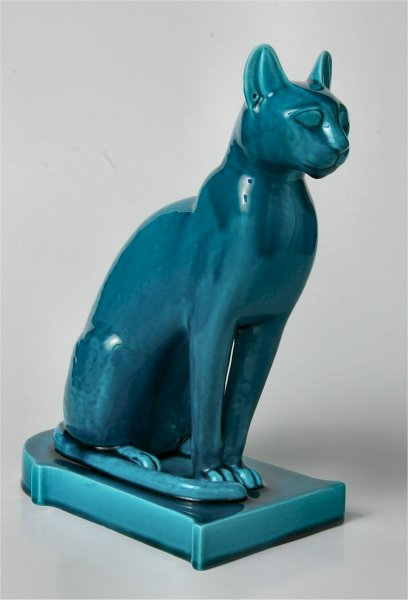
Chat bleu, Guebwiller, musée Théodore Deck.
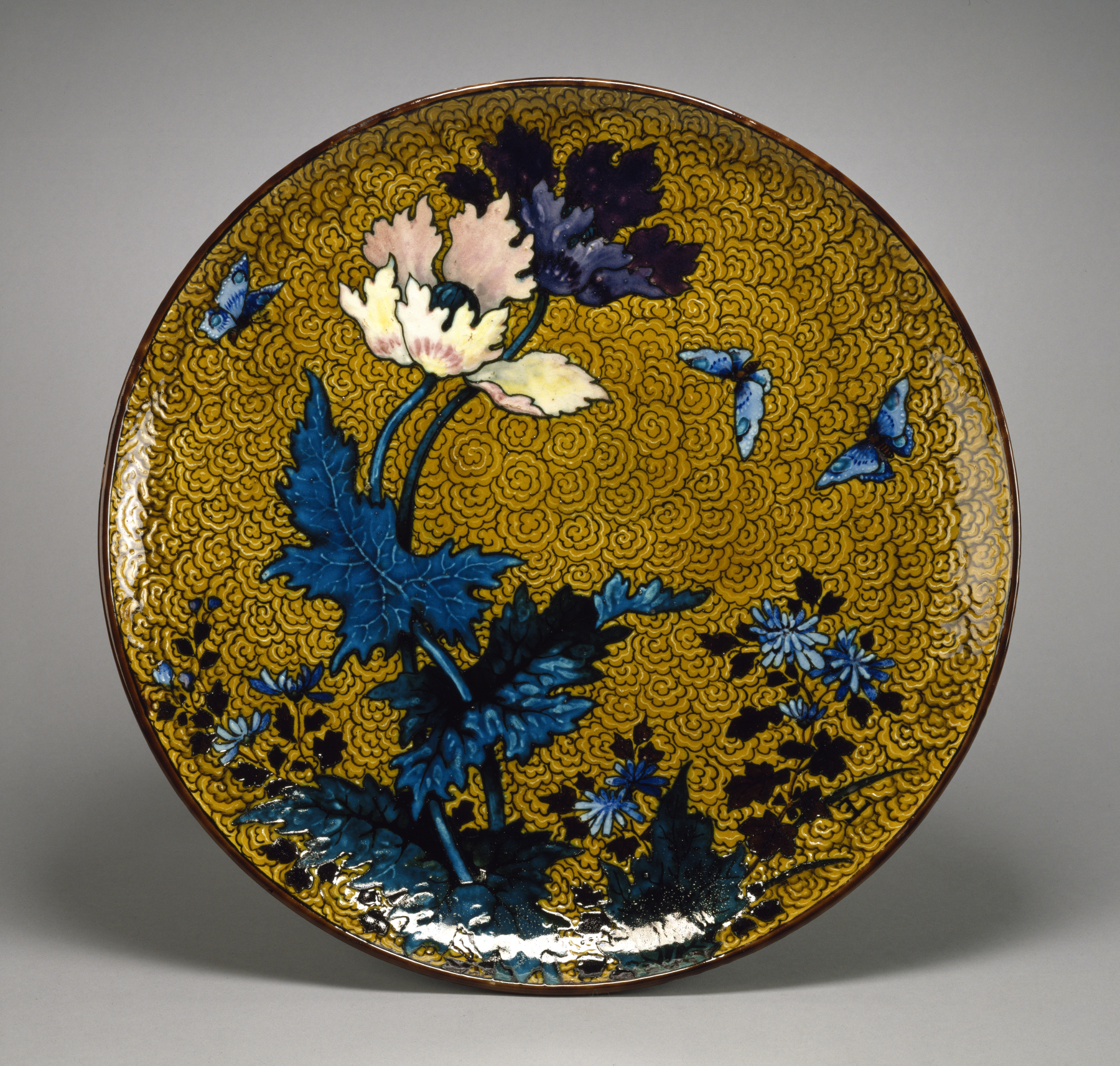
Grand plat (vers 1875), Baltimore, Walters Art Museum.
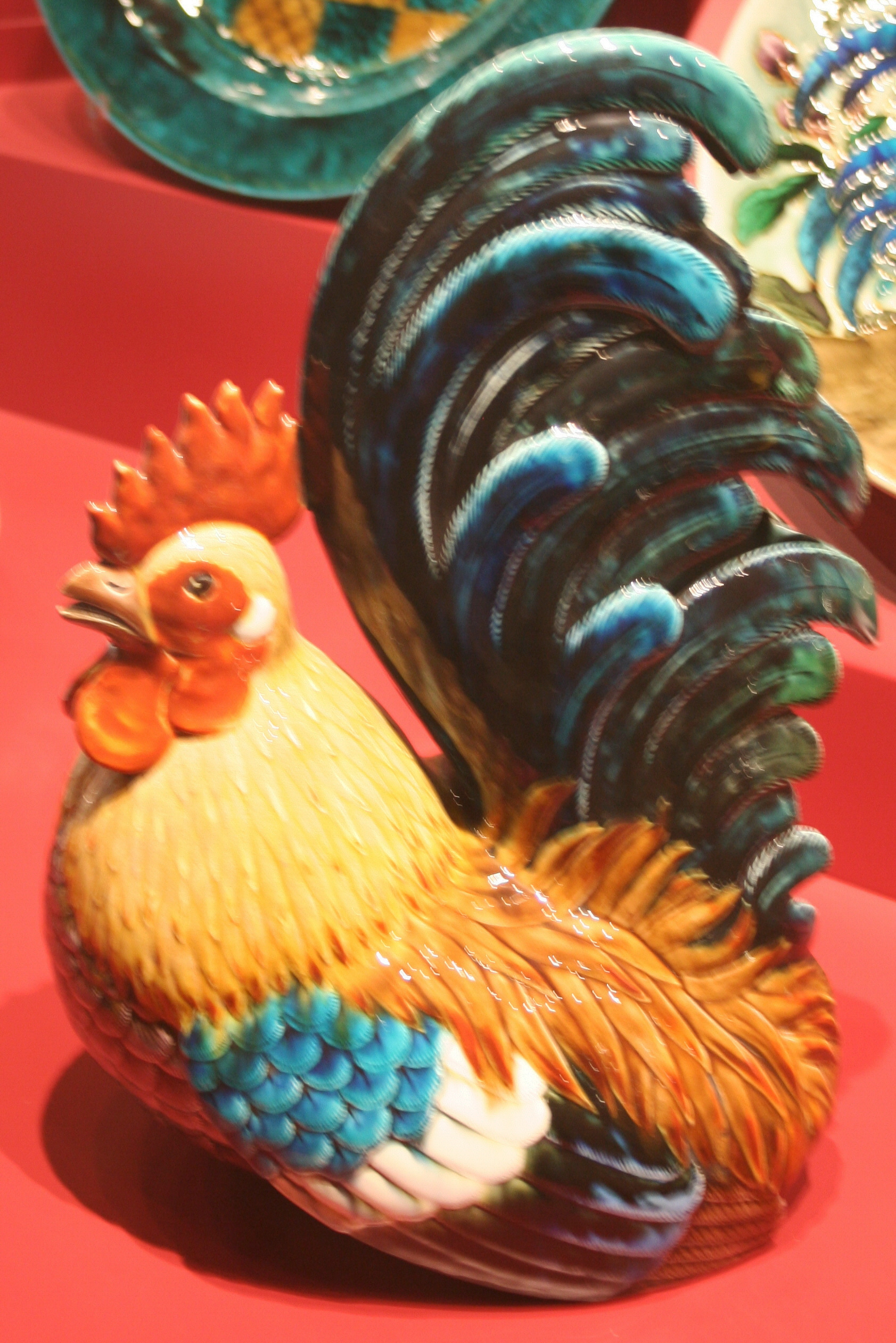
Coq, Marseille, musée des Arts décoratifs, de la Faïence et de la Mode.

## Publication

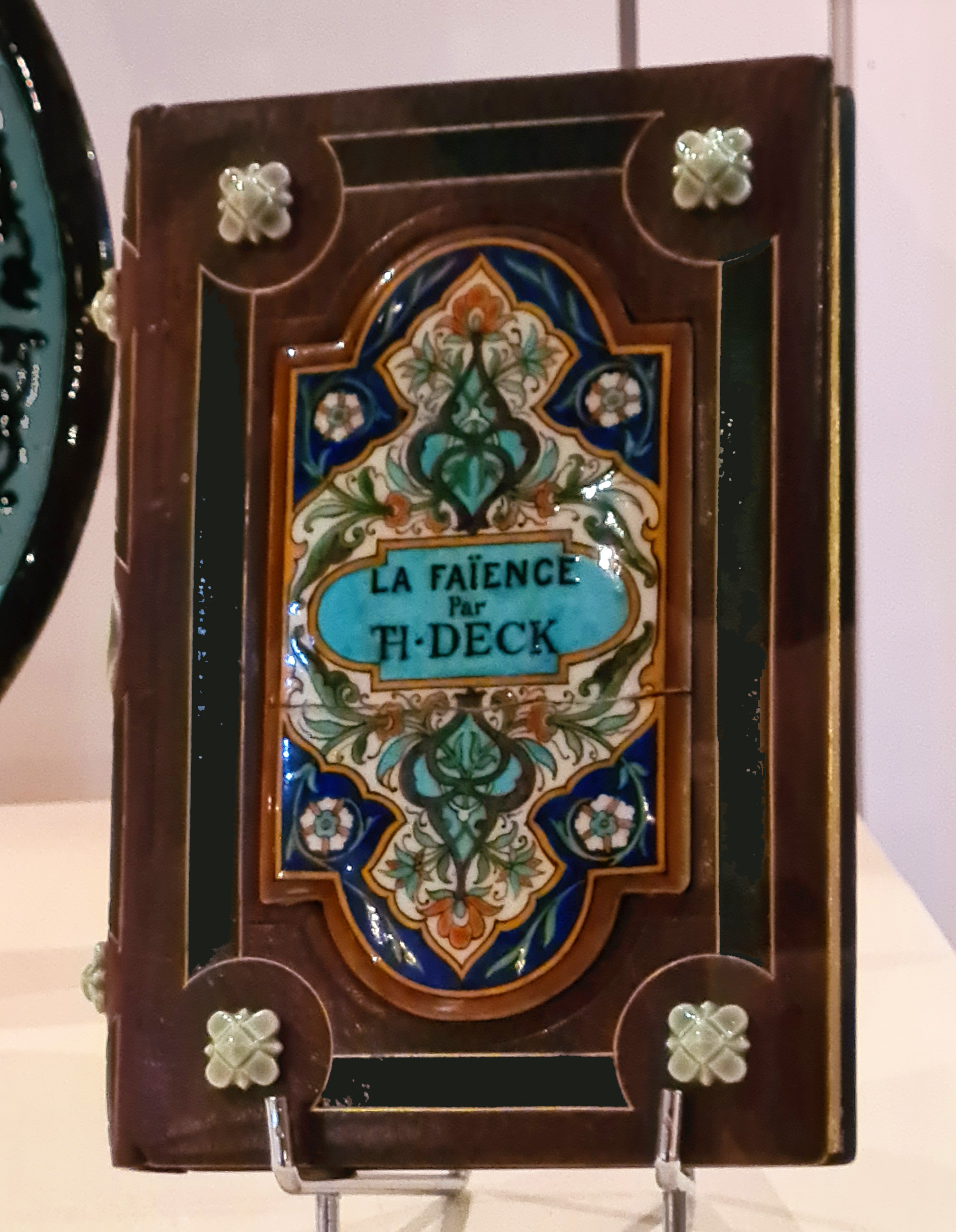
La Faïence (1887).

- La Faïence, Paris, Ancienne Maison Quantin, 1887, 300 p[6].

## Expositions
- Exposition universelle de 1855 à Paris
- Exposition universelle de 1862 à Londres: Vase de l'Alhambra
- Exposition des arts industriels de 1864
- Exposition universelle de 1873 à Vienne : Jardinière
- Exposition de l'union centrale des Arts décoratifs de 1874 : émaux transparents et cloisonnés
- Exposition universelle de 1878 à Paris : pièces à fond d'or sous couverte
- Exposition universelle de 1889 à Paris
- 1990-1991, « Théodore Deck (1823-1891) », Guebwiller, musée de Florival
- 1994, « Théodore Deck  ou l'éclat des émaux (1823-1891) », Marseille, Centre de la Vieille Charité

## Prix
- Médaille d'argent au Salon de 1861
- Médaille d'argent à l'Exposition universelle de 1867

## Hommages
- La ville de Guebwiller a donné son nom à une rue, un gymnase, un lycée et un musée.
- En 2013, La Poste française a émis un timbre consacré à l'artiste, d'une valeur de 1,55 euro.
- Paris a donné son nom à une rue ouverte en 1893  dans le XVe arrondissement, entre la rue Saint-Lambert et la rue de la Croix-Nivert[7].

## Collaborateurs
- Albert Anker, peintre
- Emmanuel Benner, peintre
- Jean Benner, peintre
- Louis-Robert Carrier-Belleuse, peintre et sculpteur
- Frank Myers Boggs, peintre et graveur
- Raphaël Collin, peintre de 1872 à 1889
- Jean Charles Davillier
- Éléonore Escallier (1827-1888), peintre
- Eugène Gluck, peintre
- Louis Hamon, peintre
- Paul Helleu, peintre
- Amédée Jullien (1819-1887), peintre. Réalise des pièces que Deck expose à Londres en 1871 et à Vienne en 1873, avec dix autres artistes
- Jules-Antoine Legrain (1834-1906), peintre
- Joseph Ranvier, peintre
- Émile-Auguste Reiber, peintre

## Élèves
- Félix Bracquemond
- Edmond Lachenal
- Camille Moreau-Nélaton